# Maudie Dunham
Maudie Dunham (* 1902 in Doddinghurst; † 3. Oktober 1982 in London) war eine britische Schauspielerin.

## Leben
Dunham spielte nach Anfängen auf der Bühne in sechzehn Filmen der Stummfilmzeit; davon bis auf zwei alle zwischen 1919 und 1922. Meist war sie die zu rettende Schöne. Später spielte sie an Musiktheatern ihres Heimatlandes.

## Filmografie (Auswahl)
- 1919: The Lads of the Village (Kurzfilm)
- 1920: The Night Riders
- 1928: What Money Can Buy